# Arari
Arari là một đô thị thuộc bang Maranhão, Brasil. Đô thị này có diện tích 1100,285 km², dân số năm 2007 là 27669 người, mật độ 25,15 người/km².